# 綦江戰鬥
綦江戰鬥發生於1916年的護國戰爭，也是於袁世凱稱帝執政之中華帝國時期，地點則是在四川綦江一帶。2月1日與敘州戰鬥與瀘州戰鬥同時進行的該場戰鬥，為相同為了取得四川控制權。再挺進攻擊瀘州，經過數度攻防，袁世凱所屬齊爕元旅取得勝利，不過「各有損失，唯無大勝負」。